# مرقد كهريز
مرقد كهريز (بالفارسية: امامزاده کهریز) هو مرقد شيعي تاريخي يعود إلى السلالة الصفوية، ويقع في مقاطعة أبهر.